# Liste der Naturdenkmale in Bockau
Die Liste der Naturdenkmale in Bockau nennt die Naturdenkmale in Bockau im sächsischen Erzgebirgskreis.

## Definition
„Naturdenkmäler sind rechtsverbindlich festgesetzte Einzelschöpfungen der Natur oder entsprechende Flächen bis zu fünf Hektar, deren besonderer Schutz erforderlich ist
1. aus wissenschaftlichen, naturgeschichtlichen oder landeskundlichen Gründen oder
2. wegen ihrer Seltenheit, Eigenart oder Schönheit.“

„§ 18 – Naturdenkmäler – (zu § 28 BNatSchG)
(1) Die Erklärung nach § 22 Abs. 1 BNatSchG von Teilen von Natur und Landschaft als Naturdenkmal erfolgt durch Rechtsverordnung oder Einzelanordnung.
(2) Über § 28 Abs. 1 BNatSchG hinaus können Naturdenkmäler zur Sicherung von Lebensgemeinschaften oder Lebensstätten von im Bestand gefährdeten oder streng geschützten Arten festgesetzt werden.“

## Liste
Link zu einem Kartenansichtstool, um Koordinaten zu setzen.
| Bild | Bezeichnung               | Lage                                                   | Beschreibung | Datum | Nummer     |
| ---- | ------------------------- | ------------------------------------------------------ | --- | --- | ---------- |
| BW   | Mückenbächel              | Bockau (50° 31′ 19,7″ N, 12° 41′ 37,1″ O)              | Fläche: ca. 32472 m² | Verordnung des Landkreises Aue-Schwarzenberg vom 16.07.1998, Amtl. Bekanntmachungen des Landkreises v. 08.08.1998, S. 2 | 364.23-025 |
| BW   | Mückenbächelwiesen Bockau | Bockau (50° 31′ 28,5″ N, 12° 41′ 32,5″ O)              | Fläche: ca. 48228 m² | Verordnung des Landkreises Aue-Schwarzenberg vom 16.07.1998, Amtl. Bekanntmachungen des Landkreises v. 08.08.1998, S. 4 | 364.23-026 |
| BW   | Friedenslinde             | Bockau (50° 32′ 6″ N, 12° 41′ 27,6″ O)                 | Standort auf dem Friedhof, anlässlich des Friedens 1881 gepflanzt. - Alter: 140 Jahre - Höhe: 23 m - Umfang: 2,34 m - Kronendurchmesser: 14 m | |            |
| BW   | Gottfriedslinde           | Bockau Bösewetterweg (50° 32′ 22,8″ N, 12° 41′ 7,6″ O) | Winterlinde. Früherer Name: Preißlinde. - Alter: ca. 275 Jahre - Höhe: 26 m - Umfang: 4,49 m                                                  | |            |